# Oceano (mitologia)
Oceano (em grego:  Ωκεανός, transl.: Ōkeanós), na mitologia grega, é o filho primogênito de Urano (Céu) e Gaia (Terra), portanto o mais velho dos titãs. Era o deus das águas correntes, do fluxo e do refluxo e a origem de todas as massas líquidas e fontes de água doce do mundo. Oceano também era o deus que regulamentava o nascer e o ocaso dos corpos celestes, que se acreditava surgirem e descerem em seu reino aquático nas extremidades da terra. Na cosmogonia grega, o deus Oceano era o grande rio cósmico primordial que circundava o mundo, mantendo-o apertado na rede circular de suas águas. No período helenístico, com a evolução dos conhecimentos geográficos, ele passou a ser o deus que personificava os oceanos do planeta, fazendo do distante Atlântico a sede de seu domínio aquático, enquanto Posídon reinava sobre o Mediterrâneo. Os oceanos são assim denominados em honra a esse antigo deus.

Na Ilíada (Poema épico), Oceano é chamado de "o pai de todos os seres". Uniu-se à sua irmã Tétis, deusa das fontes de água pura e personificação dos aquíferos subterrâneos que alimentam o mundo, e com ela gerou todos os rios, poços, nascentes e nuvens de chuva. O casal engendrou mais de 6000 filhos, compostos por 3000 filhas (Oceânides) e 3000 filhos (Potamoi), divindades relacionadas às águas e aos rios. Na Titanomaquia, Oceano e sua esposa não tomaram o partido dos titãs, angariando um imenso prestígio junto aos olímpicos. Oceano e Tétis foram os pais adotivos da deusa Hera, rainha dos deuses.

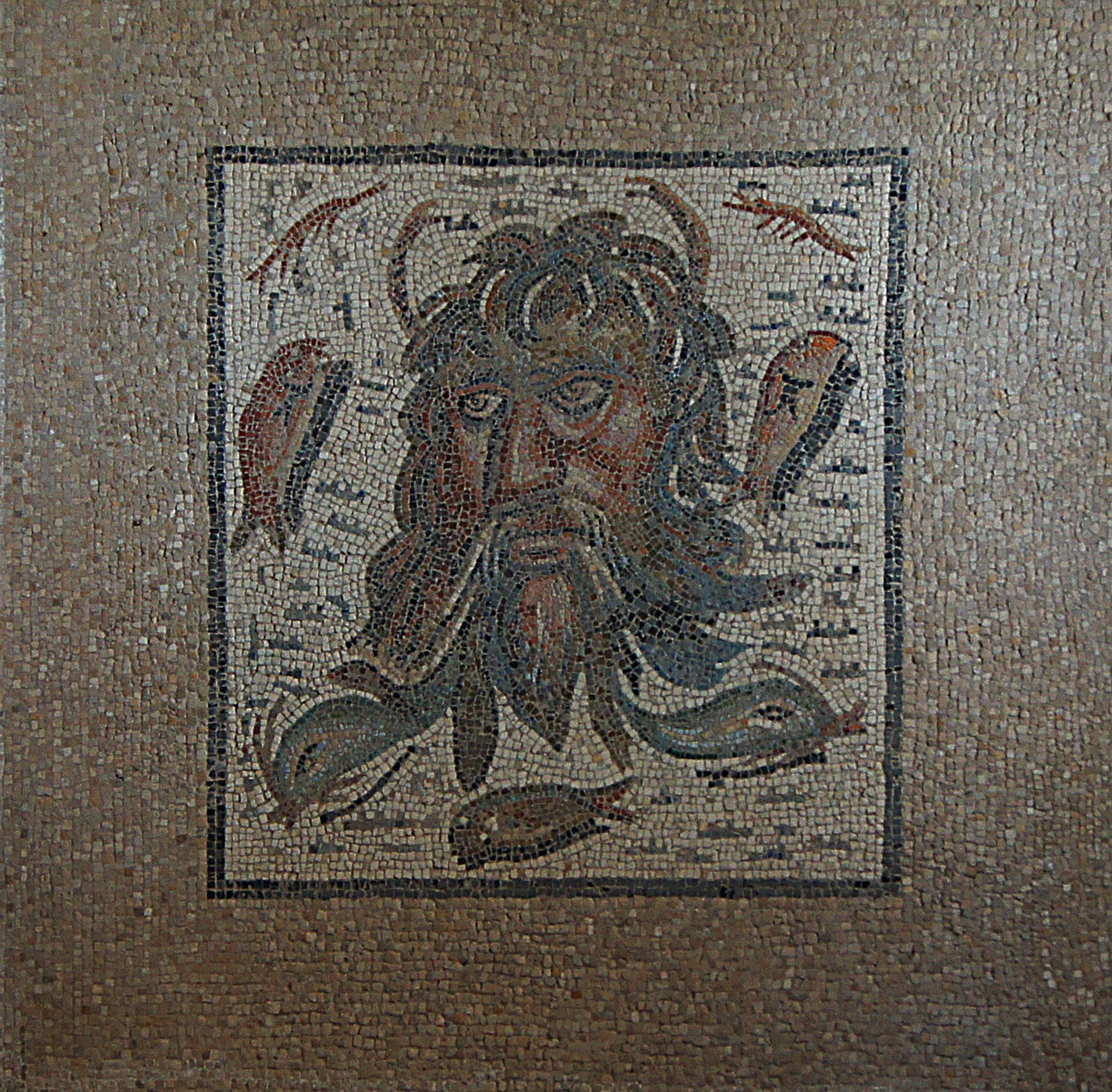
Oceano
Na Alcázar de los Reyes Cristianos, Córdova

 Oceano serviu como patriarca e ancestral comum para várias gerações divinas, isso porque suas filhas Oceânides foram esposas e companheiras de diversos deuses, quer fossem protogenoi (primordiais), titãs ou olimpianos. As oceânides eram ninfas (divindades menores da natureza) de grande beleza, deusas dos córregos, das nuvens, das chuvas, das fontes e nascentes; as mais velhas eram personificações de bênçãos divinas ou conceitos abstratos. Entre as principais estavam Métis (deusa da prudência e do bom conselho), Clímene (deusa da fama), Eurínome (deusa das campinas e das pastagens), Dóris (deusa do encontro do rio com o mar e dos ricos pesqueiros na foz dos rios), Dione (deusa do oráculo de Dodona), Tikhé (deusa da boa fortuna e da sorte), Telesto (deusa do sucesso), Peithó (deusa da persuasão e da sedução), Paregoron (deusa da consolação), Plouto (deusa da riqueza), Electra (deusa das nuvens de tempestade iluminadas pelo sol), Pleione (deusa da abundância), Hesíone (deusa da presciência), Rhodeia (deusa do florescer das rosas), Rhodope (deusa das nuvens rosas da alvorada), Eudora (deusa das chuvas férteis), Polidora (deusa das chuvas abundantes), Galaxaura (deusa da brisa que dissipa a névoa) e Perseis (cognominada "a destruidora", deusa dos poderes destrutivos da magia).
Já os filhos homens de Oceano e Tétis eram os potamoi, deuses que personificavam os rios existentes em toda a terra. Possuíam os mesmos nomes dos rios do qual eram a manifestação divina. Os pótamos eram descritos como deuses poderosos e eram temidos por outras divindades. Entre os principais deuses-rios figuravam Escamandro (também conhecido como Xanto, era o deus do rio Escamandro, em Troia), Aqueloo (deus-rio da Etólia), Asterion (deus-rio de Argos), Nilo (deus-rio do Egito), Tigre (deus-rio da Assíria), Eufrates (assim como o irmão, deus-rio da Assíria), Orontes (deus-rio da Síria), Ganges (deus-rio da Índia), Eurotas (deus-rio da Lacedemônia), Erimanto (deus-rio da Arcádia), Asopo (deus-rio da Beócia e de Argos), Ilissos (deus-rio da Ática), Peneu (deus-rio da Tessália), Titaressos (igualmente um deus-rio da região da Tessália). Para além desses, eram divindades especialmente temíveis os cinco rios-deuses do inferno: Aqueronte (o rio da dor), Flegetonte (o rio de fogo), Cócitos (o rio da lamentação), Lete (o rio do esquecimento) e Estige (o rio do ódio), sendo estas duas últimas oceânides.
Pouco afeito a conflitos, Oceano teria se recusado a aliar-se com Cronos na sua revolta contra seu pai Urano. Embora Oceano também tenha permanecido neutro no conflito que opôs olímpicos e titãs, ele pode ser considerado como que um dos artífices da vitória de Zeus sobre seus irmãos. Isso porque, no auge da guerra, Oceano aconselhou a deusa Estige, sua poderosa filha mais velha, a abandonar o campo dos titãs e lutar ao lado de Zeus. Estige era uma deusa que representava tudo o que o mundo subterrâneo, o mundo infernal e também o mundo aquático comportam em matéria de força perigosa. As águas do rio Estige eram tão poderosas que qualquer mortal que as bebesse seria imediatamente fulminado. Ao se aliar a Zeus, ela leva consigo ao campo de batalha os filhos que nasceram de sua união com o deus Palas, filho de Crio: Nice (deusa da vitória), Zelo (deus da dedicação), Cratos (deus da força e do poder de dominação) e Bia (deus da violência brutal).
Com a ajuda dessas forças titanescas, Zeus obteve a vitória e distribuiu honras e privilégios para estes que saíram em seu auxílio. Oceano e Tétis continuariam a envolver o mundo em seus circuitos líquidos e sempre desfrutariam de grande respeito e veneração por parte de Zeus e dos olímpicos. Estige também seria venerada pelos deuses e, para honrá-la, os olímpicos desceriam ao inferno e brindariam com suas águas sempre que fizessem um juramento inviolável. Se um deus fizesse um juramento falso e mentiroso, seria reduzido à letargia total, pois as águas de Estige tinham a capacidade de roubar dos deuses a vitalidade, deixando-os num estado de coma profundo. Nesse sentido, a oceânide foi elevada à condição de árbitra divina: sempre que uma briga entre deuses ameaçasse se transformar numa guerra aberta, Estige era convocada ao Olimpo para, subitamente, pôr fim ao conflito nocauteando as parte contentoras. Por fim, Zeus não se esqueceria de honrar os filhos dela: o rei dos deuses se cercaria permanentemente do netos de Oceano, Cratos (o poder da soberania universal) e Bia (a capacidade de desatar uma violência contra a qual não há defesa possível). Mais do que honraria ou gratidão, Zeus realmente precisava do auxílio dos dois para manter a ordem divina e a sua própria proteção. Quando Zeus se deslocava, aonde quer que fosse, Cratos e Bia estavam sempre com ele, à sua direita e à sua esquerda. Nice dirigia a biga de Zeus e acompanhava Atena nas batalhas.